# Eunice Newkirk
Eunice Amelia Newkirk (* 7. Dezember 1939  in New York City; † 1. März 2023 ebendort) war eine US-amerikanische Blues-, Gospel- und Jazzsängerin.

## Leben und Wirken
Newkirk wuchs in der Bronx auf; 1957 trat sie erstmals als Siegerin beim Nachwuchs-Wettbewerb „Miss Press Photographer“ in Erscheinung. Sie war dann im Laufe ihrer Karriere als Sängerin in den Genres Jazz, Blues und Pop tätig, Mitte der 1960er-Jahre auch in Musiktheatern New Yorks. Im Bereich des Jazz war sie laut Tom Lord zwischen 1993 und 1994 an zwei Aufnahmesessions beteiligt, mit der Formation The Three B's (Soothin’ ’n Groovin' with The 3B’s, u. a. mit Houston Person, Bucky Pizzarelli, Bob Cunningham, Bernard Purdie) und mit The Hudson River Rats um Rob Paparozzi (First Take). 1994 trat sie mit eigenem Quartett im Jazzclub Birdland auf. In späteren Jahren war sie als Chorleiterin tätig. Mit dem Abyssinian Baptist Church Chancel Choir legte sie 1996 das Album Yes God Is Real vor; weitere Alben waren Your Requestund In Your Honor. Als Chorsängerin wirkte sie 2013 bei Christian McBrides Album The Movement Revisited: A Musical Portrait of Four Icons mit. Im November 2022 trat sie unter der Leitung von Eric Reed mit dem Programm The Two Sides of Eunice Newkirk auf.